# Cornholio
Cornholio je slaven alter ego Beavisa z MTVjeve risanke Beavis and Butt-head. Ta vzdevek je namigovanje na analni seks, ki je v nekaterih krogih (v angleščini) imenovano »cornholing«.
V nekaterih epizodah Beavis zaužije večje količine sladkorja ali kofeina (primeri: 27 čokoladic, močen espresso, Jolt Cola), kar povzroči napad - majico si povezne preko glave in začne nesmiselno vpiti o tem, da mu je ime »Cornholio« in da potrebuje »TP« (toilet paper = toaletni papir) za svoj »bunghole« (zadnjica). Občasno pa tudi pomeša besede v »bungholio« in »cornhole«, kar naj bi še dodatno dokazovalo njegovo mentalno nesposobnost in norost. Ko ga napad mine, izgleda, kot da se ničesar ne more spomniti.
Cornholijeva preobrazba se je končala v epizodi »Vaya Con Cornholio«, v kateri Beavisa pošljejo v Mehiko kot ilegalnega priseljenca.
Te bizarne halucinacije so podkrepile mnenja, da je Beavis mentalno nestabilen, medtem ko pa je Butthead »le« zelo neumen.

## Epizode v katerih se pojavljajo transformacije in zakaj
- Generation in Crisis: pred pravim Cornholiom
- The Great Cornholio: 27 čokoladic in brezalkoholno pivo, še več sladkarij
- Buttniks: Expresso
- Bungholio; Lord of the Harvest: sladkarije za Noč čarovnic
- Vaya Con Cornholio: Jolt Cola
- Beavis and Butthead Do America (celovečerna risanka): No-Doz tablete in sladkarije